# Lampea fusiformis
Lampea fusiformis is een soort in de taxonomische indeling van de ribkwallen (Ctenophora). 
De kwal behoort tot het geslacht Lampea en behoort tot de familie Lampeidae. De wetenschappelijke naam van de soort werd voor het eerst geldig gepubliceerd in 1902 door A. Agassiz & Mayer.